# Zeldenrust (Budel)
De molen Zeldenrust is een windmolen aan de Burgemeester Van Houtstraat 60 in de Nederlandse plaats Budel (gemeente Cranendonck). Het is een ronde stenen beltmolen die als korenmolen is ingericht. De Zeldenrust is in 1869 als beltmolen gebouwd in opdracht van Jan Rooijmans, nadat hij als pachter uit de molen Nooit Gedacht was gezet ten gunste van de zoon van de eigenaar. In 1898 brandde de molen uit, waarna hij meteen weer hersteld werd. De molenbelt is in de jaren 50 en 60 van de 20e eeuw geheel afgegraven en vervangen door een gemetseld pakhuis. De molen wordt vanaf het dak van het pakhuis bediend.
Het gevlucht is sinds 2000 op de buitenroede uitgerust met fokken (systeem Fauël) met remkleppen. In de molen bevinden zich 2 koppel 17der kunststenen. Vroeger is de molen als schorsmolen in gebruik geweest.
De molen is particulier eigendom en maalt regelmatig op windkracht. De molen is niet te bezichtigen.